# Juan Valdez

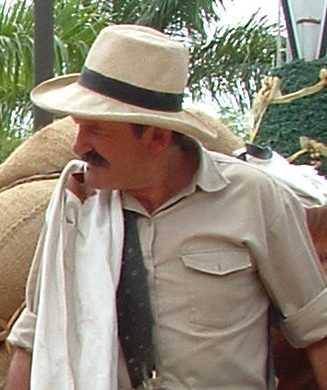
Un attore che interpreta Juan Valdez

Juan Valdez è un personaggio fittizio della pubblicità creato nel 1959 dalla DDB per reclamizzare la Federación Nacional de Cafeteros de Colombia (federazione nazionale dei produttori di caffè colombiani).
Caratterizzato come un tipico agricoltore colombiano di piantagioni di caffè, di solito appare insieme al suo mulo Conchita che trasporta sacchi colmi di chicchi di caffè. È diventato un'icona della Colombia e del caffè in generale in tutto il Sudamerica.

## Descrizione
Juan Valdez nasce nel 1959. Inizialmente la caratterizzazione del personaggio fu affidata all'art director Helmut Krone.
Fece la sua prima apparizione in televisione nel 1983. In principio fu interpretato dall'attore José F. Duval, poi da Carlos Sánchez con la voce di Norman Rose. Nel 2006, Sánchez annunciò il suo ritiro e fu selezionato Carlos Castañeda, attore originario delle Ande.
Il nome "Juan Valdez" è stato scelto proprio perché è un nome molto diffuso nell'America Latina e soprattutto in Colombia. Appare anche nel famoso slogan Juan Valdez bebe café de Costa Rica ("Juan Valdez beve caffè della Costa Rica") diventato un tormentone in tutta la Colombia. Per questa frase, la Federación Nacional de Cafeteros de Colombia ha aperto una causa contro Café Britt che aveva prodotto delle T-shirt con la stampa dello slogan.
Il personaggio di Juan Valdez interpretò un cameo nel film Una settimana da Dio, del 2003, nel quale si trovò a servire un caffè al personaggio interpretato da Jim Carrey.
José Duval, il primo attore ad interpretare Juan Valdez, morì nel 1993, all'età di 72 anni.